# Richard Rikardsson
Richard Rikardsson (* 2. Januar 1974 in Åre) ist ein schwedischer Snowboarder. Bei den Olympischen Winterspielen 2002 gewann er die Silbermedaille im Parallel-Riesenslalom. 1999 wurde er Weltmeister im Parallel-Riesenslalom. In der Saison 1997/98 wurde er Gesamtweltcup-Sieger im Parallel-Slalom.